# Wurfbainia tenella
Wurfbainia tenella là một loài thực vật có hoa trong họ Gừng. Loài này được Vichith Lamxay và Mark Fleming Newman mô tả khoa học đầu tiên năm 2012 dưới danh pháp Amomum tenellum. Năm 2018 Jana Leong-Škorničková và Axel Dalberg Poulsen chuyển nó sang chi Wurfbainia.

## Phân bố
Loài này có tại Lào và Việt Nam. Mẫu thu thập ngày 15-5-2008 tại khu bảo tồn đa dạng sinh học quốc gia Dong Ampham, tỉnh Attapeu, đông nam Lào.